# Ayenia acuminata
Ayenia acuminata är en malvaväxtart som beskrevs av Henry Hurd Rusby. Ayenia acuminata ingår i släktet Ayenia och familjen malvaväxter. Inga underarter finns listade i Catalogue of Life.